# Битти (Невада)
Битти (англ. Beatty) — неинкорпорированный город вдоль реки Амаргоса в округе Най, штат Невада, США. Трасса 95 США проходит через город, который находится между Тонопой, примерно в 90 миль (140 км) к северу, и Лас-Вегасом, примерно в 120 миль (190 км) к юго-востоку. Государственная трасса 374 соединяет Битти с национальным парком Долина Смерти, примерно в 8 миль (13 км) на запад.
До прихода некоренного населения в XIX веке в этом регионе проживали группы западных шошонов. Основанная в 1905 году община была названа в честь Монтиллюса (Монтильона) Мюррея «Старика» Битти, который поселился на ранчо в Оазис-Валли в 1896 году и стал первым почтмейстером Битти. С появлением железной дороги Лас-Вегас — Тонопа в 1905 году город стал железнодорожным центром горнодобывающего округа Буллфрог, включая такие горнодобывающие города, как близлежащий Риолит.  
В Битти находятся Музей Битти и Историческое общество, а также предприятия, обслуживающие туристические поездки. Город-призрак Риолит и музей под открытым небом Голдвелл (парк скульптур) находятся примерно в 4 мили (6 км) на западе, а гора Юкка и испытательный полигон в Неваде находятся примерно в 18 миль (29 км) на восток.

## История
До прибытия некоренных исследователей, старателей и поселенцев, западные шошоны в районе Битти охотились на дичь и собирали дикорастущие растения в этом регионе. По оценкам, в XIX веке плотность населения индейцев около Битти составляла один человек на 44 квадратные мили (110 км2). К середине века европейские болезни значительно сократили численность индейского населения, а вторжения пришельцев нарушили местные традиции. Примерно в 1875 году у шошонов было шесть лагерей с общей численностью населения 29 человек вдоль реки Амаргоса близ Битти. Некоторые из выживших и их потомки продолжили жить в Битти или около него, в то время как другие переехали в резервации в Уокер-Лейк, Риз-Ривер, Дакуотер или в другие места. 
Битти назван в честь «Старика» Монтиллюса (Монтильона) Мюррея Битти, ветерана Гражданской войны и шахтёра, который купил ранчо вдоль реки Амаргоса к северу от будущего поселения  и стал его первым почтмейстером в 1905 году.  Сообщество было основано в 1904 или 1905 году после того, как Эрнест Александр «Боб» Монтгомери, владелец шахты Монтгомери-Шошоне около Риолита, решил построить отель Монтгомери в Битти.  Монтгомери был привлечён в этот район, известный как шахтёрский район Буллфрог, из-за золотой лихорадки, которая началась в 1904 году в Буллфрог-Хиллз к западу от Битти. 

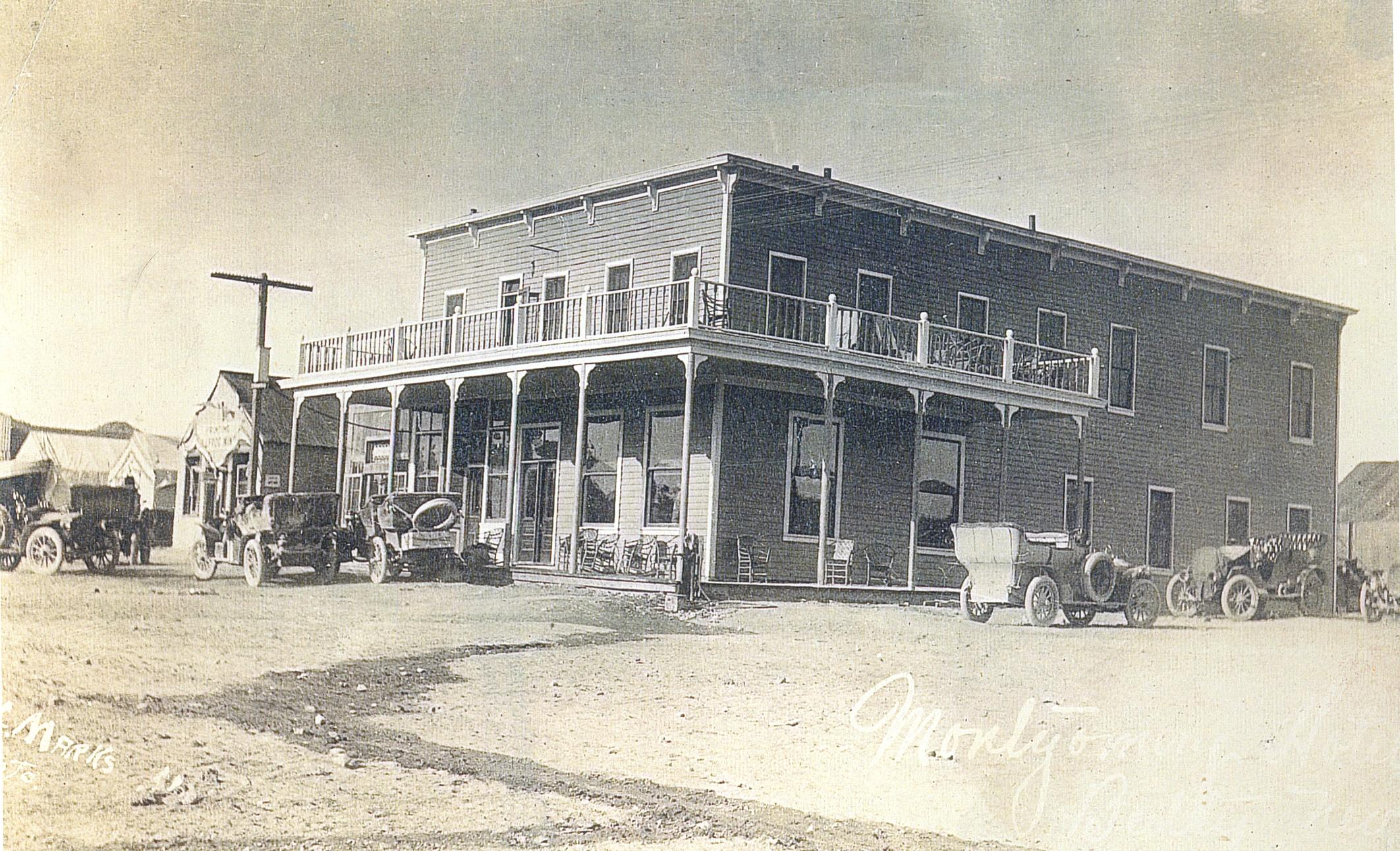
Отель «Монтгомери» в 1905 году. Его владельцем был Боб Монтгомери, в честь которого названа шахта Монтгомери-Шошоне в соседнем Риолите.

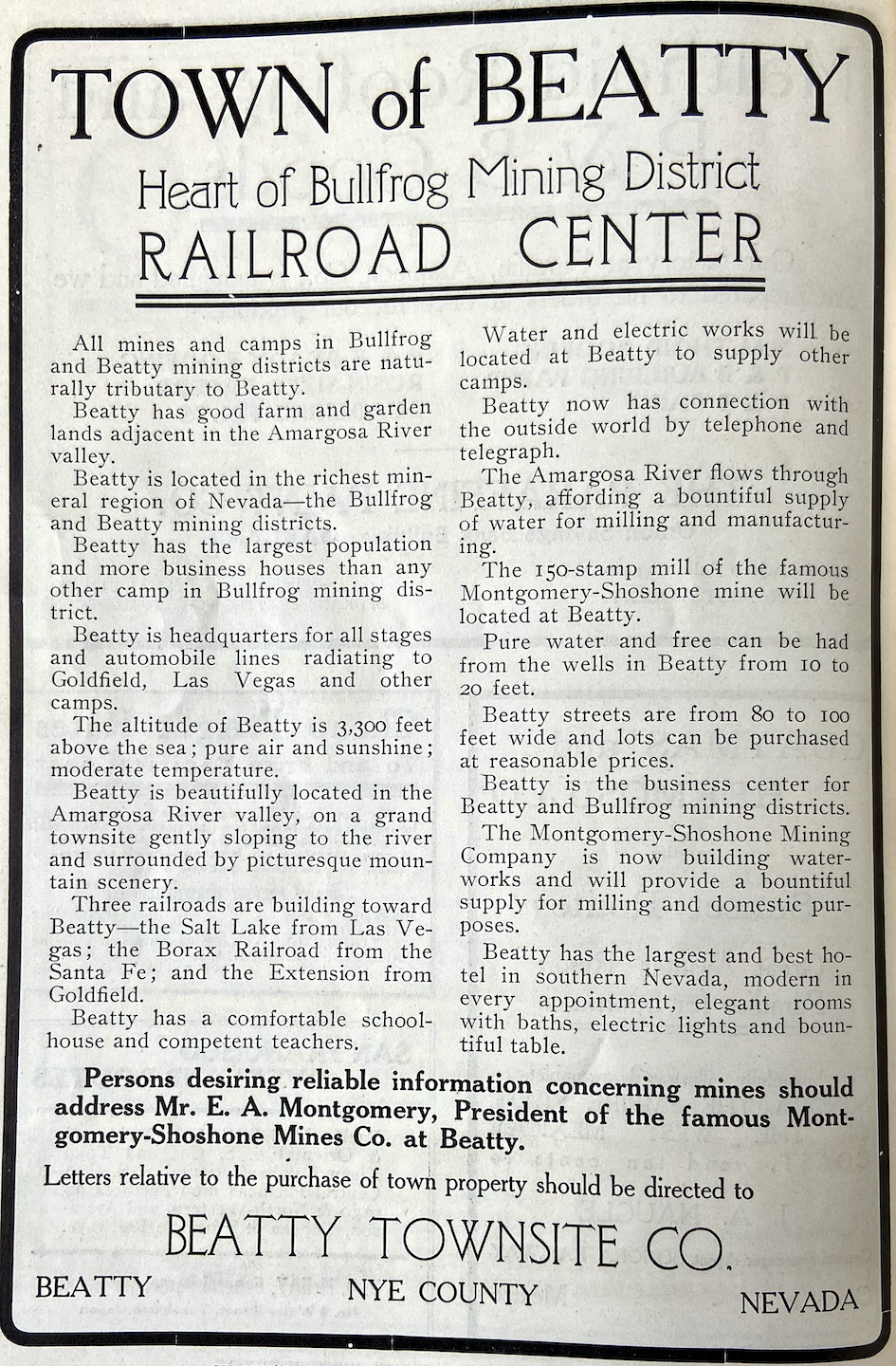
Реклама в журнале Сансет 1906 года

В течение первого года, фургоны, запряженные лошадьми или мулами, перевозили грузы между районом Буллфрог (включавшим города Риолит, Буллфрог, Голд-Сентер, Трансвааль и Спрингдейл) и ближайшей железной дорогой в Лас-Вегасе, и к середине 1905 года в этом бизнесе было занято около 1500 лошадей.  В октябре 1906 года железная дорога Лас-Вегаса и Тонопы начала регулярное сообщение с Битти; в апреле 1907 года железная дорога Буллфрог — Голдфилд достигла этого населённого пункта, а линия Тонопы и Тайдуотера добавила третью железную дорогу в октябре 1907 года.  Первая из них прекратила свою деятельность в 1918 году, вторая — в 1928 году, а третья — в 1940 году. До тех пор, пока железные дороги не закрыли свои линии, Битти служил железнодорожной станцией для многих рудников в этом районе, включая рудник по добыче плавикового шпата на горе Бэр, на востоке. 
Первой газетой Битти была Битти Буллфрог Майнер, которая начала издаваться в 1905 году и прекратила своё существование в 1909 году. Риолит Геральд была важнейшей газетой региона, которая начала выходить в 1905 году и к 1909 году достигла тиража в 10 000 экземпляров. Издание прекратилось в 1912 году, и с тех пор до 1947 года в районе Битти не было газеты. The Битти Бюллетин, приложение к Голдфилд Ньюс, издавалось с тех пор и до 1956 года. 
Население Битти росло медленно в первой половине XX века, увеличившись со 169 в 1929 году до 485 в 1950 году.  Первая надёжная электроэнергетическая компания в округе, Амаргоса Пауэр, начала поставлять электроэнергию примерно в 1940 году. Телефонная связь появилась во время Второй мировой войны, а в 1970-х годах в городе была установлена общественная канализационная система.  Когда в 1988 году к западу от Битти открылась новая шахта, численность населения резко возросла с 1000 до 1500–2000 человек к концу 1990 года.  После закрытия шахты в 1998 году численность населения вновь сократилась почти до прежнего уровня.